# Mémorial du capitaine Cook

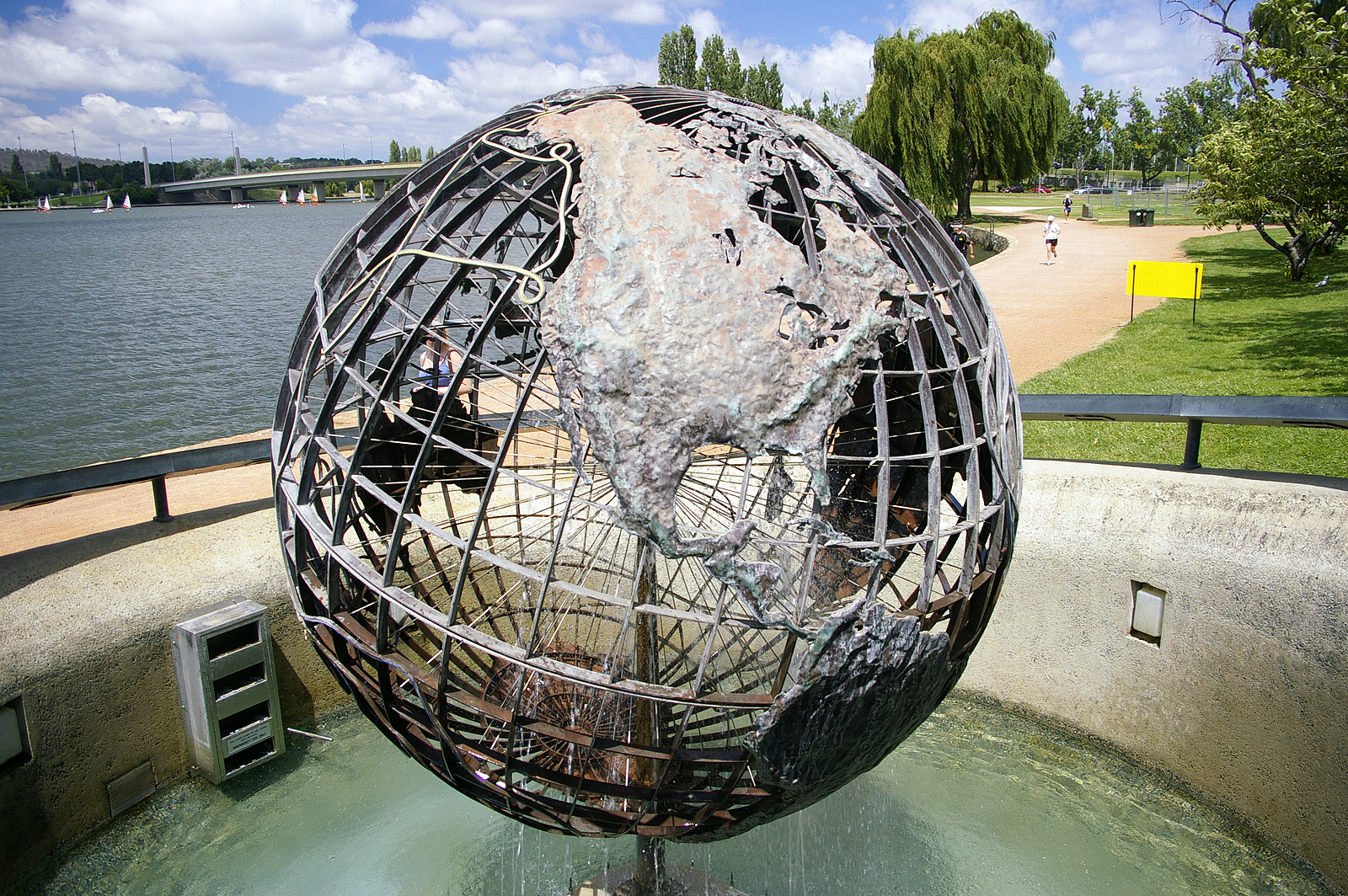
Mémorial du capitaine Cook à Regatta Point

Le Mémorial du capitaine Cook a été construit à Canberra par le gouvernement fédéral australien pour commémorer le bicentenaire de la première observation de la côte est de l'Australie par le capitaine James Cook. Le mémorial comprend un jet d'eau situé dans le bassin central du lac Burley Griffin et une sculpture du globe terrestre située à Regatta Point montrant les trajets des différentes expéditions de Cook. Il a été inauguré le 25 avril 1970 par la reine Élisabeth II.
Le jet d'eau est alimenté par deux moteurs électriques de 560 kilowatts entraînant quatre pompes centrifuges capable de pousser jusqu'à 250 litres d'eau par seconde à 183 mètres de haut. La vitesse de l'eau à la sortie des buses est de 260 km/h. Lors d'occasions spéciales les jets peuvent être éclairés, souvent avec des lumières colorées.
Le jet d'eau fonctionne de 10 h à 11 h 45 et de 14 h à 15 h 45. Pendant les mois d'été, il y a une période supplémentaire de 19 à 21 heures. Par grand vent, le jet est automatiquement désactivé pour éviter que l'eau ne tombe sur le pont de la Commonwealth Avenue et ne soit un danger pour la circulation. Le jet d'eau doit également être arrêté quand la sécheresse fait baisser le niveau d'eau du lac.

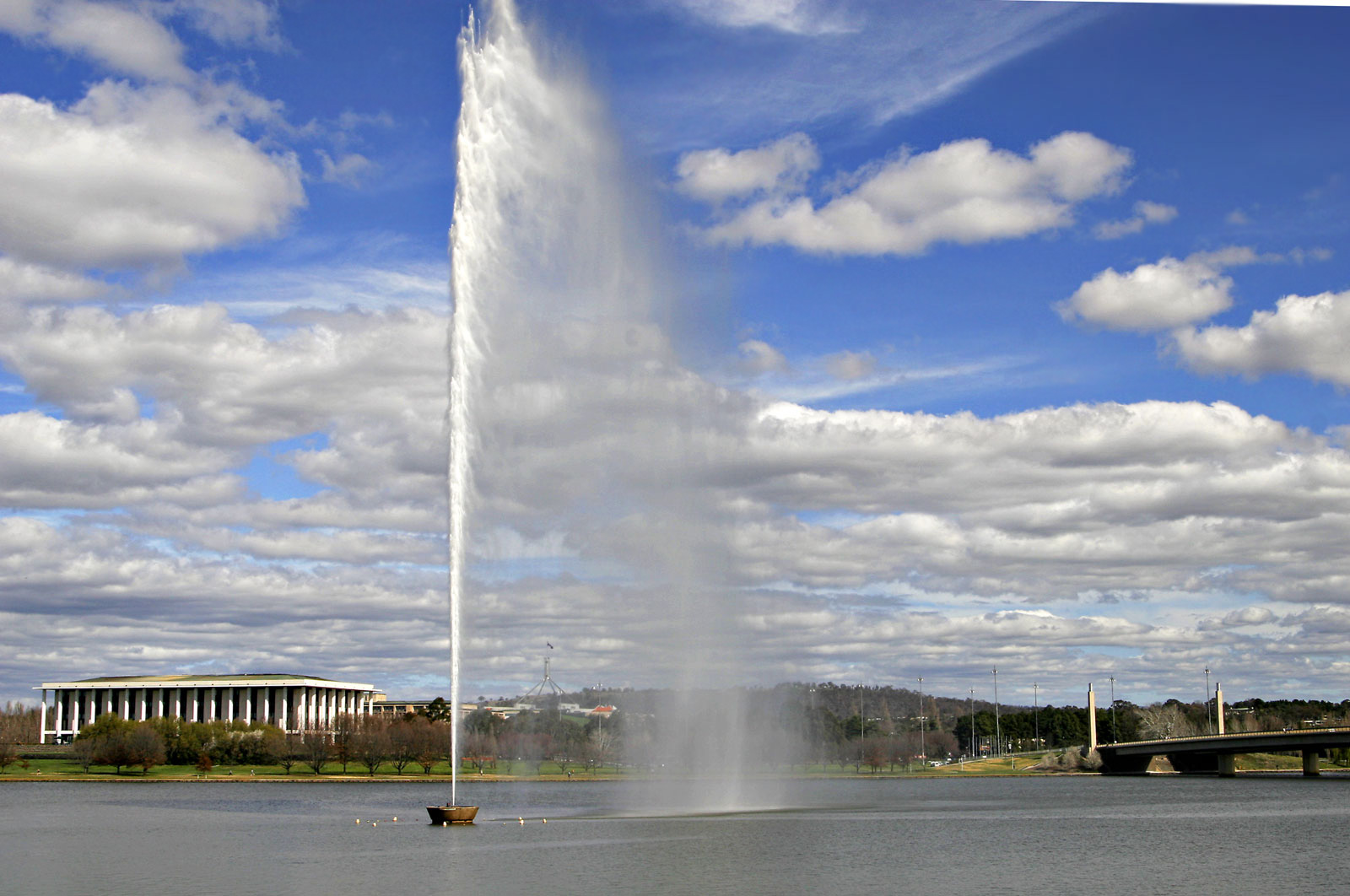
La bibliothèque nationale, le jet d'eau du capitaine Cook et le pont de la Commonwealth Avenue